# Brygidów
Brygidów – wieś sołecka w Polsce położona w województwie świętokrzyskim, w powiecie włoszczowskim, w gminie Krasocin.
W latach 1975–1998 miejscowość administracyjnie należała do województwa kieleckiego.

## Historia
Miejscowość odnotowana w XIX wieku. Nota Słownika geograficznego Królestwa Polskiego z roku 1880 mylnie umieszcza wieś w powiecie władysławowskim, podczas gdy wskazanie podległości administracyjnej gminy i parafii w Krasocinie, odpowiada położeniu geograficznemu miejscowości.
Według spisu powszechnego z roku 1921 miejscowość Brygidów posiadała 35 domów i 224 mieszkańców